# AC4
AC4 war eine schwedische Hardcore-Punk-Band aus Umeå.

## Bandgeschichte
Dennis Lyxzén (Refused, The (International) Noise Conspiracy) gründete AC4 zusammen mit David Sandström (ebenfalls Refused), Jens Nordén und Karl Backman (beide bei The Vectors). Der Bandname leitet sich von der Postleitzahl der schwedischen Provinz Västerbotten ab. 2008 wurde ein Lied der Gruppe auf YouTube veröffentlicht und landete so in einer Playlist des Metalmagazins Kerrang!.
2009 erschien das selbstbetitelte Debütalbum auf Ny Vag, dem Label von Dennis Lyxzén. 2010 folgte eine Split-7’’ mit Surprise Sex Attack und die 7’’ Umeå Hardcore. Im gleichen Jahr tourte die Band durch Europa.
Im Mai 2012 wurde bekanntgegeben, dass David Sandström durch Christoffer Röstlund Jonsson ersetzt wurde und man sich im Parasit Studio, Mullsjö, zur Aufnahme eines neuen Albums befände.
Nach der Veröffentlichung des zweiten Albums Burn the World im März 2013 ging die Band auf Europa-Tournee, wobei sie unter anderem auf dem Groezrock-Festival spielte. Im Anschluss an die Tournee löste sich die Band auf. Im Dezember desselben Jahres kam sie noch einmal für ein Abschlusskonzert in Umeå zusammen.

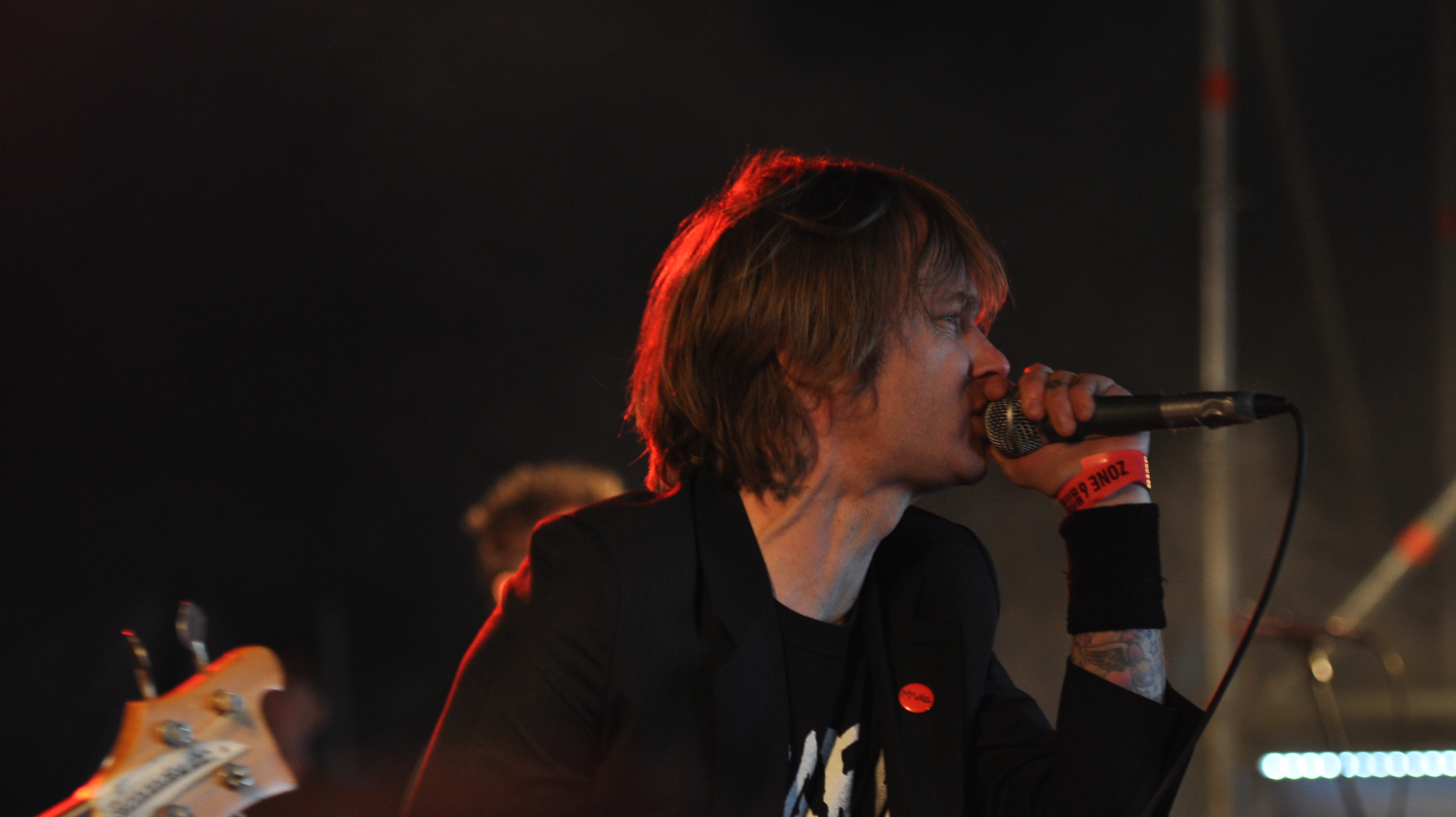
Dennis Lyxzén
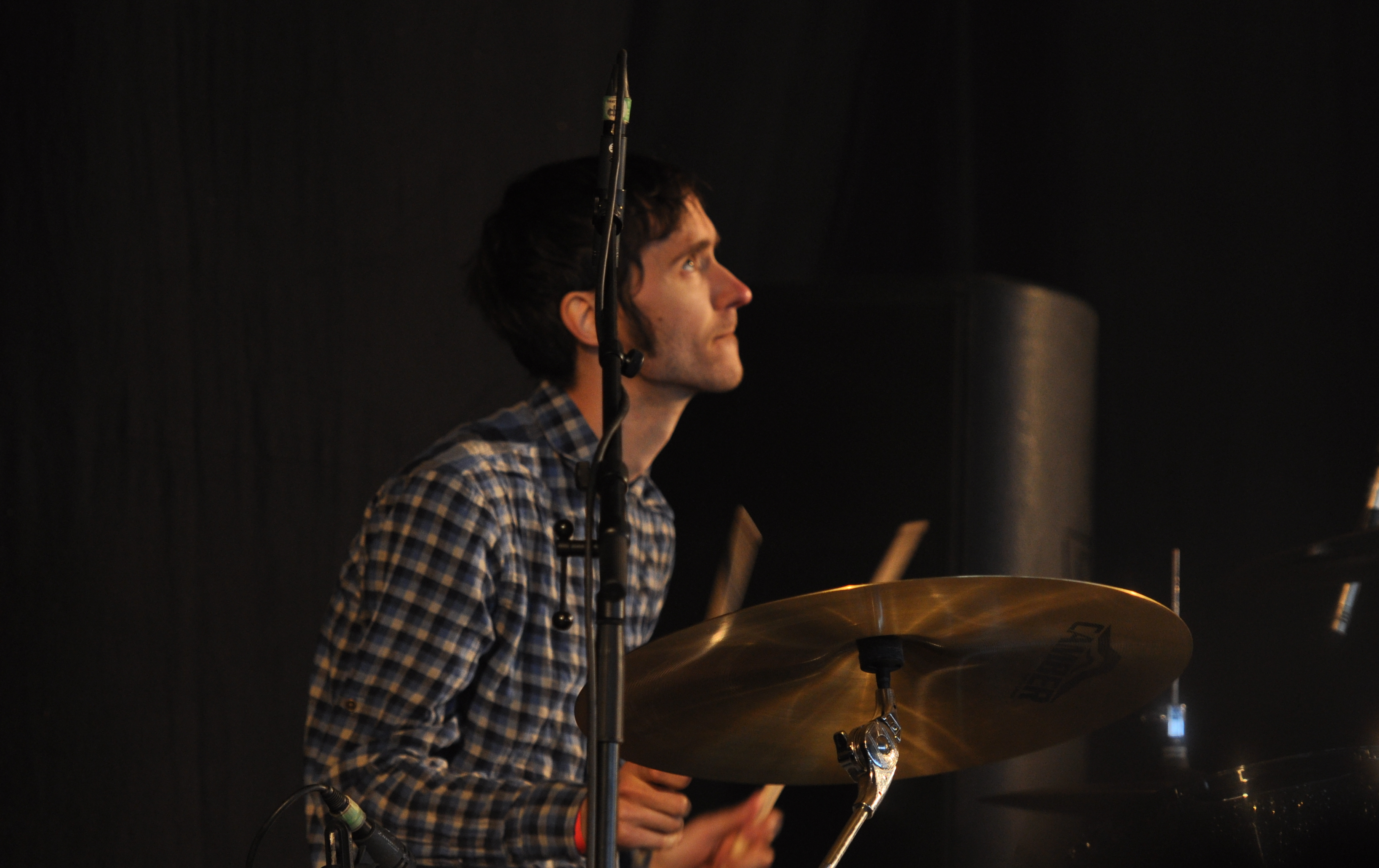
Fredrik Lyxzén
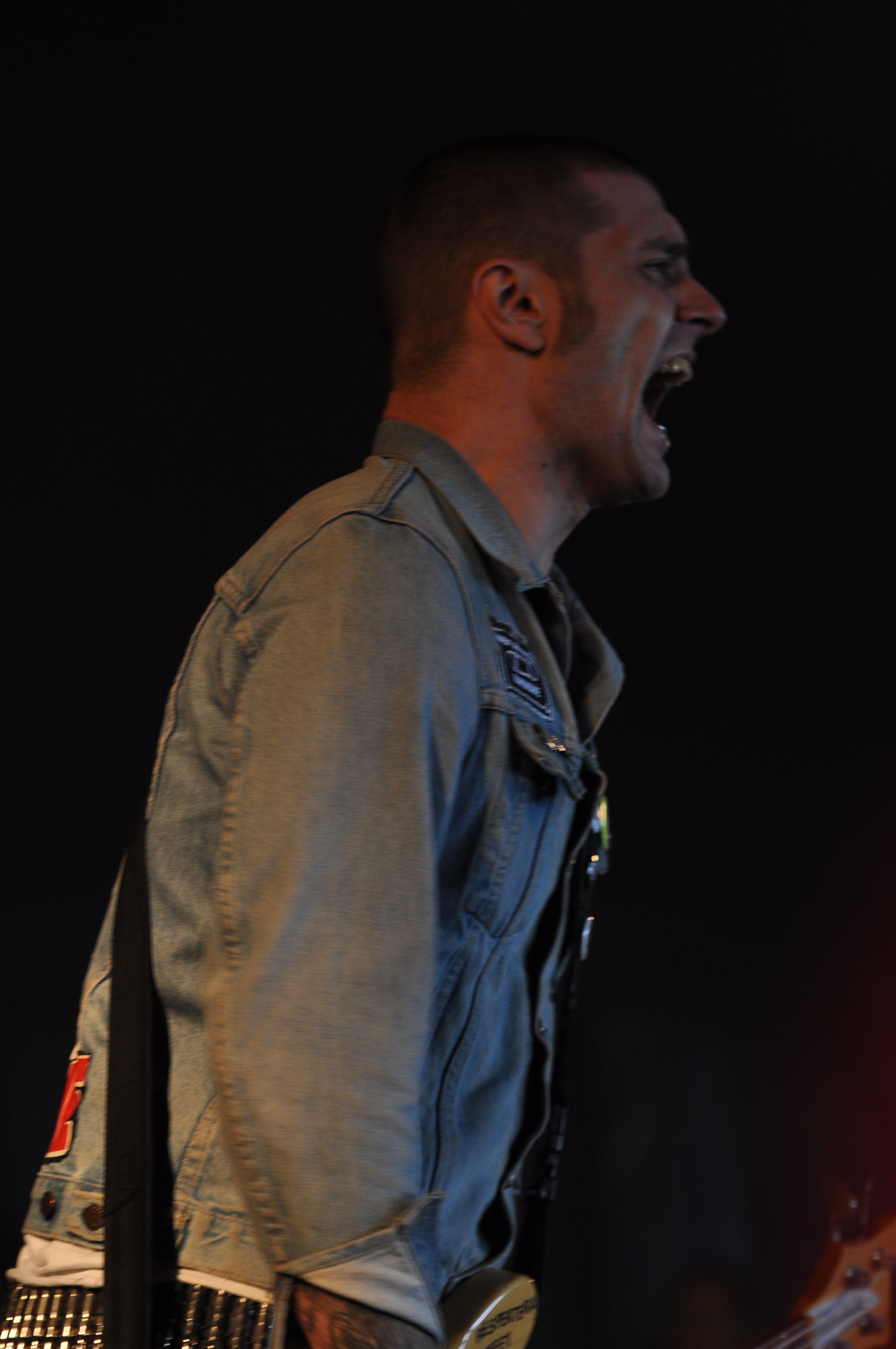
Christoffer Röstlund Jonsson
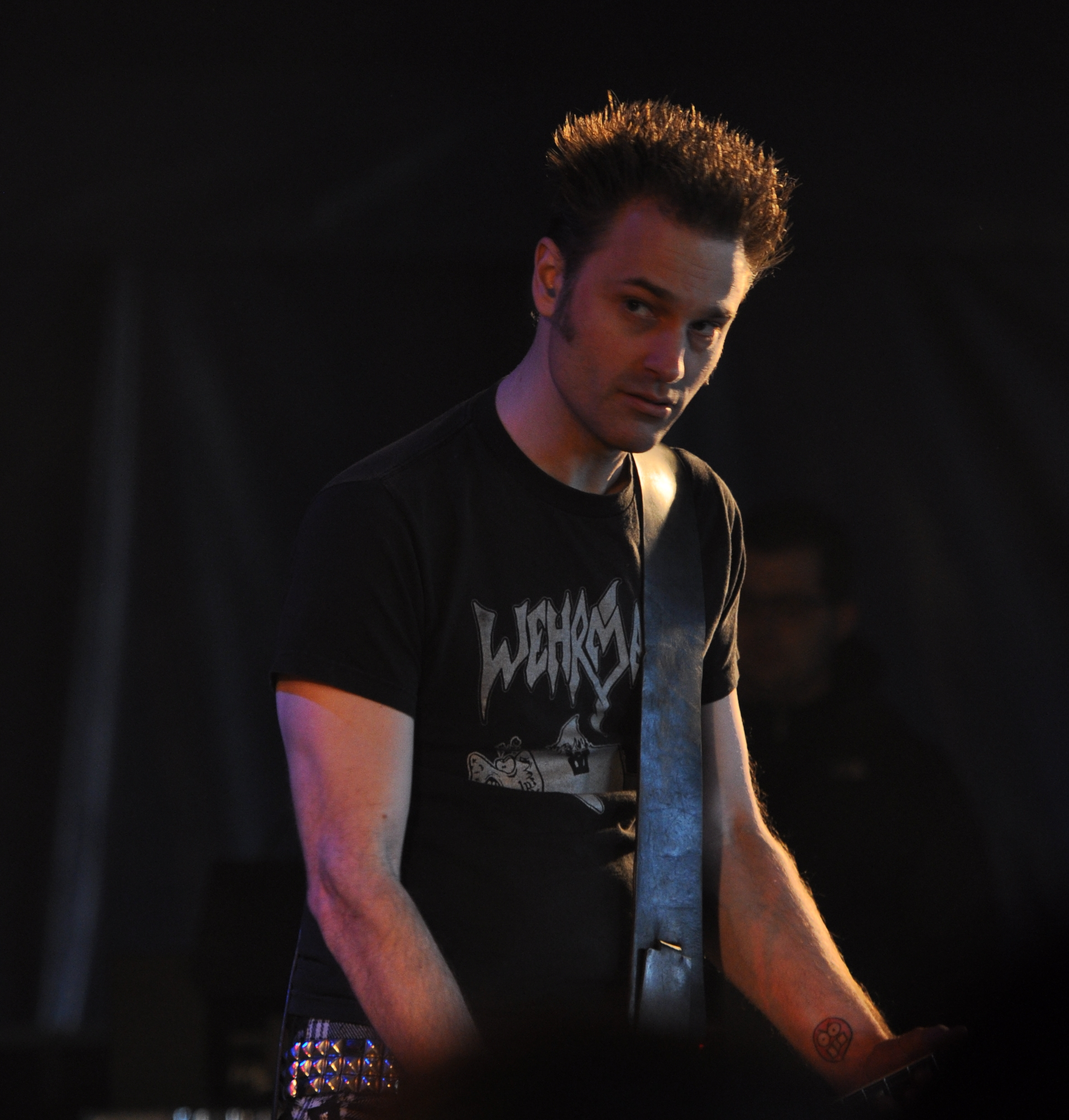
Karl Backman

## Stil
AC4 spielten einen Hardcore-Stil, der stark an US-amerikanische Bands der 1980er-Jahre angelehnt war und dementsprechend schnell und ohne große musikalische Experimente präsentiert wurde. Auf diese wurde, im Gegensatz zur Musik von Lyxzéns und Sandströms zwischenzeitlich wiedervereinigter Band Refused, bewusst verzichtet.

## Diskografie
- 2009: AC4 (Ny Våg Records)
- 2010: Split 7’’ mit Surprise Sex Attack (Aniseed Records)
- 2010: Umeå Hardcore (EP, P-Trash Records)
- 2013: Burn the World (Ny Våg Records / Deathwish Inc.)